# 金東奎
金 東奎（キム・ドンギュ、1915～?）は、朝鮮民主主義人民共和国（北朝鮮）の政治家。国家副主席を務めた。

## 経歴
中国東北地方（旧満州）生まれ。金日成の部下として抗日パルチザン闘争を戦った経験を持つ、満州派（パルチザン派）の一人である。
1961年に朝鮮労働党の党中央委員になる。1962年に最高人民会議代議員になる。1970年11月の第5回党大会で政治局員となる。1972年12月の最高人民会議第5期第1回会議で中央人民委員会が設置されるとその委員となった。
1974年11月の最高人民会議第5期第4回会議において国家副主席に選出され、主に外交に携わる。1976年6月、党政治委員会会議の席上「金正日同志が党事業を始めて以来、南（韓国）に親戚のいる者や南（の）出身者が疎外されている。（中略）後継者の浮上があまりに性急すぎる。人民が納得できるような時間をおいて教育を強化しなければならない」などと発言し、当時進められていた金正日への後継体制づくりを批判した。
金日成は、股肱の忠臣ともいうべき崔賢、金一、崔庸健の支持の下、これ以上、後継体制批判が尾を引くのを断ち切って幕引きを図ろうとしたが、崔賢は人民武力部長の役職を呉振宇に譲ったばかりであり、金一は往時の力を失っており、崔庸健は病欠した。崔賢と金一は、金東奎に「自己批判」を促したが東奎はこれを拒み、「私は金正日トンム（同志）に反対するのではありません。工作（仕事）方法上、見直すべき点があると言っているのです」と主張した。総理に起用されて間もない朴成哲ら他の政治委員はだんまりを決め込み、対外工作を担う連絡部（後の対外連絡部）長の柳章植も東奎に同調した。
1977年10月に粛清され、1977年12月の第6期第1回会議では副主席および中央人民委員に再選されなかった。金正日への世襲に反対して粛清・追放されたと見られ、後に強制収容所（管理所）に収容された。